# Kışlabeyi, Göynücek
Kışlabeyi là một xã thuộc huyện Göynücek, tỉnh Amasya, Thổ Nhĩ Kỳ. Dân số thời điểm năm 2010 là 248 người.